# Puchar Świata w Chodzie Sportowym 1967
4. Puchar Świata w Chodzie Sportowym – zawody lekkoatletyczne, które odbyły się 15 października 1967 w Bad Saarow.

## Rezultaty

### Mężczyźni
|               | 1. miejsce      | Rezultat | 2. miejsce           | Rezultat | 3. miejsce           | Rezultat |
| Chód na 20 km | Mykoła Smaha    | 1:28:39  | Wołodymyr Hołubnyczy | 1:28:58  | Ron Laird            | 1:29:13  |
| Chód na 50 km | Christoph Höhne | 4:09:09  | Peter Selzer         | 4:11:49  | Ołeksandr Szczerbyna | 4:13:07  |
| Drużynowo     | NRD             | 128 pkt  | ZSRR                 | 107 pkt  | Wielka Brytania      | 104 pkt  |